# Concha Espina
Maria de la Concepción Jesusa Basilisa Espina y García, nota come Concha Espina (Santander, 15 aprile 1869 – Madrid, 19 maggio 1955), è stata una scrittrice spagnola.
Fu scrittrice regionalista e giornalista; dopo l'adolescenza trascorsa a Santander, emigrò in Cile, da dove fu corrispondente  del Correo Espanol; dal 1909 si stabilì a Madrid con i suoi quattro figli, dando avvio alla sua più importante attività in campo narrativo; aveva esordito nel 1904 con la raccolta Mis Flores, poesie; pubblicò nel  1909 una delle sue opere più celebri, La Piccola di Luzmela, preludio al suo romanzo più celebre e celebrato: La Sfinge Maragata. In un'epoca in cui romanzo e racconto in Spagna venivano di continuo degradati, -con le tumultuose prove in cerca di facile successo proprie alla corrente dominata da Blasco Ibanez-, a feuilleton, ecco Concha Espina risollevare la prosa d'invenzione ad aire nuevo  con la storia di Mariflor ne La Esfinge Maragata (del 1914): capolavoro, per virtù di stile e descrittive, della narrativa regionalista in castigliano negli anni di ulteriore trapasso, dopo la crisi epocale del 1898, verso il radicale punto di svolta, per cultura e società spagnole nel XX secolo, dell'imminente <Generazione del 27> (sul cui terreno spicca il genio di Federico Garcia Lorca, che ridié voce pur al canto Gallego). Di questo romanzo, qual <epos minore> intagliato su plurimo registro  - corale e individuale-, ha scritto con puntuale sintesi Antonella Bartolomeo: " La vita della donna maragata, dura e sofferta persino nell'amore ispirò all'autrice il personaggio di Florinda o Mariflor, drammaticamente indecisa nel dover scegliere tra la vita alla quale la sua posizione economica e la sua educazione l'avevano abituata e la vita difficile del paese dei suoi antenati, Valdecruz, in Maragataria (Leon). La magistrale tecnica romanzesca di Concha Espina si rivela di continuo in una serie di scene potenti per significazione espressiva: il viaggio col quale comincia il romanzo; l'arrivo di Mariflor alla casa di Valdecruz; la descrizione triste delle serve della gleba, povere donne dedite ai lavori più pesanti mentre i loro uomini emigrano in cerca di soluzioni ai loro onerosi problemi economici. Intorno a Mariflor, vicini a lei per cause diverse, ruotano i molteplici personaggi secondari dalle caratteristiche tracciate con minuziosità e sottile penetrazione psicologica  -essi circondano con dolcezza ma tenacia la protagonista, spingendola a partecipare completamente alla vita di Maragateria, forse il vero protagonista del romanzo: vi appaiono, assieme a un'originalità tematica, -difficilmente raggiungibile nel quadro dell'ormai esaurito filone regionalista-, significative scelte d'azione e di personaggi, armonia di ritmo narrativo, ricchezze di stile espressivo, che fanno della Sfinge Maragata un'opera maestra, nel quadro dell'intera letteratura spagnola contemporanea".
BIBLIOGRAFIA SCELTA
In Italiano:
Donne nel Don Chisciotte (Lanciano, Carabba, 1920).
La Sfinge Maragata (traduzione di G. Bottoni, Milano, Garzanti, 1943).
Sull'Autrice:
Maria Elvira Hernandez - Concha Espina: a feminist perspective (Fresno, California State University, 2007).

Altri progetti
- Wikiquote contiene citazioni di o su Concha Espina
- Wikimedia Commons contiene immagini o altri file su Concha Espina